# 후지이 카렌
후지이 카렌(일본어: 藤井 夏恋ふ 후지 가렌[*], 1996년 7월 16일 ~ )은 일본의 가수, 댄서, 패션 모델이며, Happiness, E-girls의 멤버이다.

## 내력
2008년 10월, EXPG 출신자로 결성된 퍼포먼스 그룹, Happiness의 멤버가 되어 〈KAREN〉 명의로 활동을 시작한다.
2009년 1월, 패션 잡지 《nicola》 2월호에서 〈후지이 카렌〉 명의로 전속 모델을 맡는다.
2013년 4월, 《nicola》 5월호에서 전속 모델을 졸업한다. 6월부터 〈후지이 카렌〉 명의만을 사용한다. 7월, 패션 잡지 《JJ》 9월호부터 전속 모델을 맡는다.
2014년 2월, 드라마 《연문일화》로 배우 데뷔.
2016년 8월 11일, E-girls의 최종 공연에서 언니 슈카와 자매 유닛 〈ShuuKaRen〉을 결성하는 것이 발표되었다.

## 인물
- 언니: 전가수인 후지이 슈카
- 오빠: 쟈니즈WEST의 후지이 류세이[4].

## 출연

### 드라마
- 연문일화 LETTER5 〈나를 모르는 너에게〉 (2014년 2월 3일, 닛폰 TV) - 고바야시 후미코 역
- HiGH&LOW-THE STORY OF S.W.O.R.D.- (2015년 10월 ~ 12월, 닛폰 TV) - 라라 역
  - HiGH&LOW Season2 (2016년 4월 ~ 6월)

### 영화
- ROAD TO HiGH&LOW (2016년 5월 7일, 쇼치쿠) - 라라 역
  - HiGH&LOW THE MOVIE (2016년 7월 16일)

## 서적

### 잡지
- nicola (2009년 2월호 ~ 2013년 5월호, 신초샤) - 전속 모델
- JJ (2013년 9월호 ~ , 코분샤) - 전속 모델

### 사진집
- ANTITHESE (2016년 1월 25일, 코분샤)